# Ameugny
Ameugny és un municipi francès, situat al departament de Saona i Loira i a la regió de Borgonya - Franc Comtat. L'any 2007 tenia 135 habitants.

## Demografia

### Població
El 2007 la població de fet d'Ameugny era de 135 persones. Hi havia 60 famílies, de les quals 20 eren unipersonals (20 dones vivint soles i 20 dones vivint soles), 16 parelles sense fills, 12 parelles amb fills i 12 famílies monoparentals amb fills.
La població ha evolucionat segons el següent gràfic:
Habitants censats

### Habitatges
El 2007 hi havia 118 habitatges, 63 eren l'habitatge principal de la família, 50 eren segones residències i 5 estaven desocupats. 103 eren cases i 7 eren apartaments. Dels 63 habitatges principals, 40 estaven ocupats pels seus propietaris, 19 estaven llogats i ocupats pels llogaters i 4 estaven cedits a títol gratuït; 5 tenien una cambra, 2 en tenien dues, 9 en tenien tres, 21 en tenien quatre i 26 en tenien cinc o més. 49 habitatges disposaven pel capbaix d'una plaça de pàrquing. A 25 habitatges hi havia un automòbil i a 26 n'hi havia dos o més.

### Piràmide de població
La piràmide de població per edats i sexe el 2009 era:
| Homes | Edats   | Dones |
| ----- | ------- | ----- |
| 0     | 95 o +  | 0     |
| 0     | 90 a 94 | 0     |
| 0     | 85 a 89 | 0     |
| 0     | 80 a 84 | 4     |
| 4     | 75 a 79 | 0     |
| 4     | 70 a 74 | 12    |
| 0     | 65 a 69 | 12    |
| 4     | 60 a 64 | 4     |
| 0     | 55 a 59 | 4     |
| 4     | 50 a 54 | 4     |
| 4     | 45 a 49 | 8     |
| 4     | 40 a 44 | 4     |
| 0     | 35 a 39 | 4     |
| 12    | 30 a 34 | 8     |
| 0     | 25 a 29 | 4     |
| 0     | 20 a 24 | 4     |
| 0     | 15 a 19 | 0     |
| 8     | 10 a 14 | 8     |
| 4     | 5 a 9   | 4     |
| 4     | 0 a 4   | 4     |

## Economia
El 2007 la població en edat de treballar era de 85 persones, 65 eren actives i 20 eren inactives. De les 65 persones actives 61 estaven ocupades (30 homes i 31 dones) i 4 estaven aturades (4 dones i 4 dones). De les 20 persones inactives 4 estaven jubilades i 16 estaven classificades com a «altres inactius».

### Ingressos
El 2009 a Ameugny hi havia 58 unitats fiscals que integraven 133 persones, la mediana anual d'ingressos fiscals per persona era de 14.926 €.

### Activitats econòmiques
Dels 5 establiments que hi havia el 2007, 1 era d'una empresa de fabricació d'altres productes industrials, 1 d'una empresa de construcció, 1 d'una empresa d'hostatgeria i restauració i 2 d'empreses de serveis.
L'únic servei als particulars que hi havia el 2009 era una fusteria.
L'any 2000 a Ameugny hi havia 3 explotacions agrícoles.

## Equipaments sanitaris i escolars
El 2009 hi havia una escola maternal integrada dins d'un grup escolar amb les comunes properes formant una escola dispersa.

## Poblacions més properes
El següent diagrama mostra les poblacions més properes.